# Gran Premio di superbike di Assen 2021
Il Gran Premio di superbike di Assen 2021 è stato la quinta prova del mondiale superbike del 2021. Nello stesso fine settimana si sono corsi la quarta prova del campionato mondiale Supersport e la terza prova del campionato mondiale Supersport 300.
Le tre gare valevoli per il mondiale Superbike sono state vinte da Jonathan Rea , le due gare del mondiale Supersport sono state vinte da Dominique Aegerter, mentre quelle del mondiale Supersport 300 sono andate a Adrián Huertas in gara 1 e Tom Booth-Amos in gara 2.

## Superbike gara 1

### Arrivati al traguardo
| Pos. | Nº | Pilota               | Squadra                         | Motocicletta         | Giri | Tempo     | Griglia | Punti |
| ---- | -- | -------------------- | ------------------------------- | -------------------- | ---- | --------- | ------- | ----- |
| 1º   | 1  | Jonathan Rea         | Kawasaki Racing                 | Kawasaki ZX-10RR     | 19   | 30'48.682 | 1º      | 25    |
| 2º   | 45 | Scott Redding        | Aruba.it Racing - Ducati        | Ducati Panigale V4 R | 19   | +3.312    | 3º      | 20    |
| 3º   | 54 | Toprak Razgatlıoğlu  | Pata Yamaha with Brixx          | Yamaha YZF R1        | 19   |           | 2º      | 16    |
| 4º   | 60 | Michael van der Mark | BMW Motorrad                    | BMW M 1000 RR        | 19   |           | 9º      | 13    |
| 5º   | 55 | Andrea Locatelli     | Pata Yamaha with Brixx          | Yamaha YZF R1        | 19   |           | 7º      | 11    |
| 6º   | 31 | Garrett Gerloff      | GRT Yamaha                      | Yamaha YZF R1        | 19   |           | 21º     | 10    |
| 7º   | 66 | Tom Sykes            | BMW Motorrad                    | BMW M 1000 RR        | 19   |           | 20º     | 9     |
| 8º   | 91 | Leon Haslam          | Team HRC                        | Honda CBR1000 RR-R   | 19   |           | 8º      | 8     |
| 9º   | 7  | Chaz Davies          | Team GoEleven                   | Ducati Panigale V4 R | 19   |           | 13º     | 7     |
| 10º  | 47 | Axel Bassani         | Motocorsa Racing                | Ducati Panigale V4 R | 19   |           | 12º     | 6     |
| 11º  | 32 | Isaac Viñales        | Orelac Racing VerdNatura        | Kawasaki ZX-10RR     | 19   |           | 14º     | 5     |
| 12º  | 36 | Leandro Mercado      | MIE Racing Honda Racing         | Honda CBR1000 RR-R   | 19   |           | 16º     | 4     |
| 13º  | 84 | Loris Cresson        | Outdo TPR Team Pedercini Racing | Kawasaki ZX-10RR     | 18   | +1 giro   | 19º     | 3     |
| 14º  | 9  | Andrea Mantovani     | Vince64                         | Kawasaki ZX-10RR     | 18   | +1 giro   | 17º     | 2     |

### Ritirati
| Nº | Pilota                | Squadra                  | Motocicletta         | Giri | Griglia |
| -- | --------------------- | ------------------------ | -------------------- | ---- | ------- |
| 94 | Jonas Folger          | Bonovo MGM Racing        | BMW M 1000 RR        | 18   | 6º      |
| 53 | Esteve Rabat          | Barni Racing             | Ducati Panigale V4 R | 16   | 11º     |
| 3  | Kōta Nozane           | GRT Yamaha               | Yamaha YZF R1        | 12   | 18º     |
| 44 | Lucas Mahias          | Kawasaki Puccetti Racing | Kawasaki ZX-10RR     | 12   | 15º     |
| 21 | Michael Ruben Rinaldi | Aruba.it Racing - Ducati | Ducati Panigale V4 R | 2    | 4º      |
| 22 | Alex Lowes            | Kawasaki Racing          | Kawasaki ZX-10RR     | 2    | 5º      |
| 19 | Álvaro Bautista       | Team HRC                 | Honda CBR1000 RR-R   | 1    | 10º     |

## Superbike gara Superpole

### Arrivati al traguardo
| Pos. | Nº | Pilota                | Squadra                         | Motocicletta         | Giri | Tempo     | Griglia | Punti |
| ---- | -- | --------------------- | ------------------------------- | -------------------- | ---- | --------- | ------- | ----- |
| 1º   | 1  | Jonathan Rea          | Kawasaki Racing                 | Kawasaki ZX-10RR     | 10   | 15'54.593 | 1º      | 12    |
| 2º   | 21 | Michael Ruben Rinaldi | Aruba.it Racing - Ducati        | Ducati Panigale V4 R | 10   | +3.542    | 4º      | 9     |
| 3º   | 54 | Toprak Razgatlıoğlu   | Pata Yamaha with Brixx          | Yamaha YZF R1        | 10   | +3.600    | 2º      | 7     |
| 4º   | 55 | Andrea Locatelli      | Pata Yamaha with Brixx          | Yamaha YZF R1        | 10   | +4.343    | 6º      | 6     |
| 5º   | 45 | Scott Redding         | Aruba.it Racing - Ducati        | Ducati Panigale V4 R | 10   | +4.501    | 3º      | 5     |
| 6º   | 22 | Alex Lowes            | Kawasaki Racing                 | Kawasaki ZX-10RR     | 10   | +5.215    | 5º      | 4     |
| 7º   | 66 | Tom Sykes             | BMW Motorrad                    | BMW M 1000 RR        | 10   | +8.010    | 18º     | 3     |
| 8º   | 31 | Garrett Gerloff       | GRT Yamaha                      | Yamaha YZF R1        | 10   | +9.126    | 19º     | 2     |
| 9º   | 7  | Chaz Davies           | Team GoEleven                   | Ducati Panigale V4 R | 10   | +11.891   | 12º     | 1     |
| 10º  | 47 | Axel Bassani          | Motocorsa Racing                | Ducati Panigale V4 R | 10   | +12.103   | 11º     |       |
| 11º  | 53 | Esteve Rabat          | Barni Racing                    | Ducati Panigale V4 R | 10   | +13.553   | 10º     |       |
| 12º  | 91 | Leon Haslam           | Team HRC                        | Honda CBR1000 RR-R   | 10   | +15.585   | 7º      |       |
| 13º  | 32 | Isaac Viñales         | Orelac Racing VerdNatura        | Kawasaki ZX-10RR     | 10   | +20.175   | 13º     |       |
| 14º  | 36 | Leandro Mercado       | MIE Racing Honda Racing         | Honda CBR1000 RR-R   | 10   | +23.075   | 14º     |       |
| 15º  | 3  | Kōta Nozane           | GRT Yamaha                      | Yamaha YZF R1        | 10   | +23.130   | 16º     |       |
| 16º  | 9  | Andrea Mantovani      | Vince64                         | Kawasaki ZX-10RR     | 10   | +28.596   | 15º     |       |
| 17º  | 84 | Loris Cresson         | Outdo TPR Team Pedercini Racing | Kawasaki ZX-10RR     | 10   | +43.204   | 17º     |       |
| 18º  | 19 | Álvaro Bautista       | Team HRC                        | Honda CBR1000 RR-R   | 10   | +1'08.267 | 9º      |       |

### Ritirato
| Nº | Pilota               | Squadra      | Motocicletta  | Giri | Griglia |
| -- | -------------------- | ------------ | ------------- | ---- | ------- |
| 60 | Michael van der Mark | BMW Motorrad | BMW M 1000 RR | 0    | 8º      |

## Superbike gara 2

### Arrivati al traguardo
| Pos. | Nº | Pilota                | Squadra                         | Motocicletta         | Giri | Tempo     | Griglia | Punti |
| ---- | -- | --------------------- | ------------------------------- | -------------------- | ---- | --------- | ------- | ----- |
| 1º   | 1  | Jonathan Rea          | Kawasaki Racing                 | Kawasaki ZX-10RR     | 21   | 33'27.685 | 1º      | 25    |
| 2º   | 45 | Scott Redding         | Aruba.it Racing - Ducati        | Ducati Panigale V4 R | 21   | +1.605    | 5º      | 20    |
| 3º   | 55 | Andrea Locatelli      | Pata Yamaha with Brixx          | Yamaha YZF R1        | 21   | +3.431    | 4º      | 16    |
| 4º   | 7  | Chaz Davies           | Team GoEleven                   | Ducati Panigale V4 R | 21   | +8.695    | 9º      | 13    |
| 5º   | 19 | Álvaro Bautista       | Team HRC                        | Honda CBR1000 RR-R   | 21   | +9.584    | 12º     | 11    |
| 6º   | 60 | Michael van der Mark  | BMW Motorrad                    | BMW M 1000 RR        | 21   | +12.691   | 11º     | 10    |
| 7º   | 22 | Alex Lowes            | Kawasaki Racing                 | Kawasaki ZX-10RR     | 21   | +12.992   | 6º      | 9     |
| 8º   | 21 | Michael Ruben Rinaldi | Aruba.it Racing - Ducati        | Ducati Panigale V4 R | 21   | +13.752   | 2º      | 8     |
| 9º   | 47 | Axel Bassani          | Motocorsa Racing                | Ducati Panigale V4 R | 21   | +19.087   | 14º     | 7     |
| 10º  | 91 | Leon Haslam           | Team HRC                        | Honda CBR1000 RR-R   | 21   | +19.629   | 10º     | 6     |
| 11º  | 53 | Esteve Rabat          | Barni Racing                    | Ducati Panigale V4 R | 21   | +20.974   | 13º     | 5     |
| 12º  | 3  | Kōta Nozane           | GRT Yamaha                      | Yamaha YZF R1        | 21   | +34.615   | 18º     | 4     |
| 13º  | 36 | Leandro Mercado       | MIE Racing Honda Racing         | Honda CBR1000 RR-R   | 21   | +35.640   | 16º     | 3     |
| 14º  | 32 | Isaac Viñales         | Orelac Racing VerdNatura        | Kawasaki ZX-10RR     | 21   | +38.917   | 15º     | 2     |
| 15º  | 66 | Tom Sykes             | BMW Motorrad                    | BMW M 1000 RR        | 21   | +47.840   | 7º      | 1     |
| 16º  | 9  | Andrea Mantovani      | Vince64                         | Kawasaki ZX-10RR     | 21   | +56.387   | 17º     |       |
| 17º  | 84 | Loris Cresson         | Outdo TPR Team Pedercini Racing | Kawasaki ZX-10RR     | 21   | +1'09.598 | 19º     |       |

### Ritirati
| Nº | Pilota              | Squadra                | Motocicletta  | Giri | Griglia |
| -- | ------------------- | ---------------------- | ------------- | ---- | ------- |
| 31 | Garrett Gerloff     | GRT Yamaha             | Yamaha YZF R1 | 12   | 8º      |
| 54 | Toprak Razgatlıoğlu | Pata Yamaha with Brixx | Yamaha YZF R1 | 0    | 3º      |

## Supersport gara 1

### Arrivati al traguardo
| Pos. | Nº | Pilota                | Squadra                           | Motocicletta    | Giri | Tempo     | Griglia | Punti |
| ---- | -- | --------------------- | --------------------------------- | --------------- | ---- | --------- | ------- | ----- |
| 1º   | 77 | Dominique Aegerter    | Ten Kate Racing Yamaha            | Yamaha YZF R6   | 18   | 29'34.434 | 1º      | 25    |
| 2º   | 4  | Steven Odendaal       | Evan Bros. Yamaha                 | Yamaha YZF R6   | 18   | +2.846    | 2º      | 20    |
| 3º   | 5  | Philipp Öttl          | Kawasaki Puccetti Racing          | Kawasaki ZX-6R  | 18   | +8.871    | 3º      | 16    |
| 4º   | 16 | Jules Cluzel          | GMT94 Yamaha                      | Yamaha YZF R6   | 18   | +11.159   | 6º      | 13    |
| 5º   | 21 | Randy Krummenacher    | EAB Racing                        | Yamaha YZF R6   | 18   | +11.276   | 5º      | 11    |
| 6º   | 81 | Manuel González       | Yamaha ParkinGo                   | Yamaha YZF R6   | 18   | +11.501   | 4º      | 10    |
| 7º   | 61 | Can Öncü              | Kawasaki Puccetti Racing          | Kawasaki ZX-6R  | 18   | +15.418   | 11º     | 9     |
| 8º   | 94 | Federico Caricasulo   | GMT94 Yamaha                      | Yamaha YZF R6   | 18   | +15.430   | 8º      | 8     |
| 9º   | 70 | Marc Alcoba           | Yamaha MS Racing                  | Yamaha YZF R6   | 18   | +19.727   | 14º     | 7     |
| 10º  | 32 | Sheridan Morais       | Wojcik Racing                     | Yamaha YZF R6   | 18   | +28.623   | 16º     | 6     |
| 11º  | 56 | Péter Sebestyén       | Evan Bros. Yamaha                 | Yamaha YZF R6   | 18   | +29.372   | 13º     | 5     |
| 12º  | 29 | Luca Bernardi         | CM Racing                         | Yamaha YZF R6   | 18   | +29.732   | 9º      | 4     |
| 13º  | 84 | Michel Fabrizio       | G.A.P. Motozoo Racing by Puccetti | Kawasaki ZX-6R  | 18   | +35.555   | 18º     | 3     |
| 14º  | 55 | Galang Hendra Pratama | Ten Kate Racing Yamaha            | Yamaha YZF R6   | 18   | +38.657   | 23º     | 2     |
| 15º  | 34 | Kevin Manfredi        | Altogo Racing                     | Yamaha YZF R6   | 18   | +38.702   | 15º     | 1     |
| 16º  | 24 | Leonardo Taccini      | Orelac Racing VerdNatura          | Kawasaki ZX-6R  | 18   | +38.866   | 19º     |       |
| 17º  | 22 | Federico Fuligni      | VFT Racing                        | Yamaha YZF R6   | 18   | +49.709   | 22º     |       |
| 18º  | 42 | Stéphane Frossard     | Moto Team Jura Vitesse            | Yamaha YZF R6   | 18   | +49.934   | 26º     |       |
| 19º  | 33 | Eemeli Lahti          | HRP Suzuki                        | Suzuki GSX-R600 | 18   | +50.026   | 20º     |       |
| 20º  | 2  | Luigi Montella        | Chiodo Moto Racing                | Yamaha YZF R6   | 18   | +1'12.083 | 28º     |       |
| 21º  | 69 | Eduardo Montero       | DK Motorsport                     | Yamaha YZF R6   | 18   | +1'27.441 | 27º     |       |

### Ritirati
| Nº | Pilota           | Squadra                            | Motocicletta     | Giri | Griglia |
| -- | ---------------- | ---------------------------------- | ---------------- | ---- | ------- |
| 3  | Raffaele De Rosa | Orelac Racing VerdNatura           | Kawasaki ZX-6R   | 17   | 7º      |
| 6  | María Herrera    | Biblion Iberica Yamaha Motoxracing | Yamaha YZF R6    | 16   | 24º     |
| 7  | Mattia Casadei   | VFT Racing                         | Yamaha YZF R6    | 13   | 17º     |
| 95 | Vertti Takala    | Kallio Racing                      | Yamaha YZF R6    | 12   | 12º     |
| 66 | Niki Tuuli       | MV Agusta Corse Clienti            | MV Agusta F3 675 | 10   | 10º     |
| 99 | Daniel Webb      | WRP Wepol Racing                   | Yamaha YZF R6    | 6    | 21º     |
| 19 | Paweł Szkopek    | Yamaha MS Racing                   | Yamaha YZF R6    | 3    | 25º     |

## Supersport gara 2

### Arrivati al traguardo
| Pos. | Nº | Pilota             | Squadra                            | Motocicletta     | Giri | Tempo     | Griglia | Punti |
| ---- | -- | ------------------ | ---------------------------------- | ---------------- | ---- | --------- | ------- | ----- |
| 1º   | 77 | Dominique Aegerter | Ten Kate Racing Yamaha             | Yamaha YZF R6    | 18   | 29'39.569 | 1º      | 25    |
| 2º   | 5  | Philipp Öttl       | Kawasaki Puccetti Racing           | Kawasaki ZX-6R   | 18   | +7.697    | 3º      | 20    |
| 3º   | 21 | Randy Krummenacher | EAB Racing                         | Yamaha YZF R6    | 18   | +8.119    | 5º      | 16    |
| 4º   | 16 | Jules Cluzel       | GMT94 Yamaha                       | Yamaha YZF R6    | 18   | +9.852    | 6º      | 13    |
| 5º   | 29 | Luca Bernardi      | CM Racing                          | Yamaha YZF R6    | 18   | +9.870    | 9º      | 11    |
| 6º   | 81 | Manuel González    | Yamaha ParkinGo                    | Yamaha YZF R6    | 18   | +9.952    | 4º      | 10    |
| 7º   | 61 | Can Öncü           | Kawasaki Puccetti Racing           | Kawasaki ZX-6R   | 18   | +10.360   | 11º     | 9     |
| 8º   | 66 | Niki Tuuli         | MV Agusta Corse Clienti            | MV Agusta F3 675 | 18   | +14.282   | 10º     | 8     |
| 9º   | 70 | Marc Alcoba        | Yamaha MS Racing                   | Yamaha YZF R6    | 18   | +14.305   | 14º     | 7     |
| 10º  | 95 | Vertti Takala      | Kallio Racing                      | Yamaha YZF R6    | 18   | +26.475   | 12º     | 6     |
| 11º  | 34 | Kevin Manfredi     | Altogo Racing                      | Yamaha YZF R6    | 18   | +26.679   | 15º     | 5     |
| 12º  | 56 | Péter Sebestyén    | Evan Bros. Yamaha                  | Yamaha YZF R6    | 18   | +26.899   | 13º     | 4     |
| 13º  | 4  | Steven Odendaal    | Evan Bros. Yamaha                  | Yamaha YZF R6    | 18   | +27.540   | 2º      | 3     |
| 14º  | 32 | Sheridan Morais    | Wojcik Racing                      | Yamaha YZF R6    | 18   | +28.443   | 16º     | 2     |
| 15º  | 84 | Michel Fabrizio    | G.A.P. Motozoo Racing by Puccetti  | Kawasaki ZX-6R   | 18   | +33.004   | 18º     | 1     |
| 16º  | 24 | Leonardo Taccini   | Orelac Racing VerdNatura           | Kawasaki ZX-6R   | 18   | +33.021   | 19º     |       |
| 17º  | 33 | Eemeli Lahti       | HRP Suzuki                         | Suzuki GSX-R600  | 18   | +45.727   | 20º     |       |
| 18º  | 42 | Stéphane Frossard  | Moto Team Jura Vitesse             | Yamaha YZF R6    | 18   | +45.780   | 26º     |       |
| 19º  | 2  | Luigi Montella     | Chiodo Moto Racing                 | Yamaha YZF R6    | 18   | +50.786   | 28º     |       |
| 20º  | 6  | María Herrera      | Biblion Iberica Yamaha Motoxracing | Yamaha YZF R6    | 18   | +51.649   | 24º     |       |
| 21º  | 69 | Eduardo Montero    | DK Motorsport                      | Yamaha YZF R6    | 18   | +1'26.567 | 27º     |       |
| 22º  | 19 | Paweł Szkopek      | Yamaha MS Racing                   | Yamaha YZF R6    | 18   | +1'38.364 | 25º     |       |

### Ritirati
| Nº | Pilota                | Squadra                  | Motocicletta   | Giri | Griglia |
| -- | --------------------- | ------------------------ | -------------- | ---- | ------- |
| 22 | Federico Fuligni      | VFT Racing               | Yamaha YZF R6  | 14   | 22º     |
| 7  | Mattia Casadei        | VFT Racing               | Yamaha YZF R6  | 8    | 17º     |
| 99 | Daniel Webb           | WRP Wepol Racing         | Yamaha YZF R6  | 7    | 21º     |
| 3  | Raffaele De Rosa      | Orelac Racing VerdNatura | Kawasaki ZX-6R | 2    | 7º      |
| 94 | Federico Caricasulo   | GMT94 Yamaha             | Yamaha YZF R6  | 1    | 8º      |
| 55 | Galang Hendra Pratama | Ten Kate Racing Yamaha   | Yamaha YZF R6  | 0    | 23º     |

## Supersport 300 gara 1

### Arrivati al traguardo
| Pos. | Nº | Pilota                 | Squadra                                  | Motocicletta       | Giri | Tempo     | Griglia | Punti |
| ---- | -- | ---------------------- | ---------------------------------------- | ------------------ | ---- | --------- | ------- | ----- |
| 1º   | 99 | Adrián Huertas         | MTM Kawasaki                             | Kawasaki Ninja 400 | 14   | 25'54.132 | 3º      | 25    |
| 2º   | 17 | Koen Meuffels          | MTM Kawasaki                             | Kawasaki Ninja 400 | 14   | +0.959    | 11º     | 20    |
| 3º   | 1  | Jeffrey Buis           | MTM Kawasaki                             | Kawasaki Ninja 400 | 14   | +0.960    | 2º      | 16    |
| 4º   | 46 | Samuel Di Sora         | Leader Team Flembbo                      | Kawasaki Ninja 400 | 14   | +1.363    | 15º     | 13    |
| 5º   | 54 | Bahattin Sofuoğlu      | Biblion Yamaha Motoxracing               | Yamaha YZF-R3      | 14   | +1.364    | 8º      | 11    |
| 6º   | 85 | Kevin Sabatucci        | Vinales Racing                           | Yamaha YZF-R3      | 14   | +1.367    | 22º     | 10    |
| 7º   | 20 | Dorren Loureiro        | Fusport - Rt Motorsports by SKM Kawasaki | Kawasaki Ninja 400 | 14   | +1.480    | 17º     | 9     |
| 8º   | 72 | Victor Steeman         | Freudenberg KTM                          | KTM RC 390 R       | 14   | +1.558    | 1º      | 8     |
| 9º   | 87 | Eliton Gohara Kawakami | AD78 Team Brasil by MS Racing            | Yamaha YZF-R3      | 14   | +2.276    | 4º      | 7     |
| 10º  | 10 | Unai Orradre           | Yamaha MS Racing                         | Yamaha YZF-R3      | 14   | +3.683    | 10º     | 6     |
| 11º  | 2  | Alejandro Carrión      | Kawasaki GP Project                      | Kawasaki Ninja 400 | 14   | +15.224   | 20º     | 5     |
| 12º  | 43 | Harry Khouri           | Fusport - Rt Motorsports by SKM Kawasaki | Kawasaki Ninja 400 | 14   | +24.268   | 31º     | 4     |
| 13º  | 52 | Oliver König           | Movisio by MIE                           | Kawasaki Ninja 400 | 14   | +24.269   | 29º     | 3     |
| 14º  | 15 | Alfonso Coppola        | Team Trasimeno                           | Yamaha YZF-R3      | 14   | +24.309   | 27º     | 2     |
| 15º  | 7  | Johan Gimbert          | Outdo TPR Team Pedercini Racing          | Kawasaki Ninja 400 | 14   | +24.642   | 30º     | 1     |
| 16º  | 59 | Alessandro Zanca       | Kawasaki GP Project                      | Kawasaki Ninja 400 | 14   | +29.244   | 28º     |       |
| 17º  | 5  | Twan Smits             | Vinales Racing                           | Yamaha YZF-R3      | 14   | +29.322   | 38º     |       |
| 18º  | 4  | Sven Doornenbal        | Molenaar Racing                          | KTM RC 390 R       | 14   | +29.468   | 37º     |       |
| 19º  | 93 | Marco Gaggi            | Biblion Yamaha Motoxracing               | Yamaha YZF-R3      | 14   | +29.520   | 36º     |       |
| 20º  | 81 | Thom Molenaar          | Molenaar Racing                          | KTM RC 390 R       | 14   | +35.438   | 35º     |       |
| 21º  | 14 | James McManus          | Team#109 Kawasaki                        | Kawasaki Ninja 400 | 14   | +36.380   | 39º     |       |
| 22º  | 55 | Antonio Frappola       | Chiodo Moto Racing                       | Kawasaki Ninja 400 | 14   | +36.523   | 40º     |       |
| 23º  | 18 | Indy Offer             | SMW Racing                               | Kawasaki Ninja 400 | 14   | +1'02.149 | 41º     |       |
| 24º  | 22 | Joel Romero            | SMW Racing                               | Kawasaki Ninja 400 | 14   | +1'03.130 | 42º     |       |
| 25º  | 70 | Miguel Duarte          | Yamaha MS Racing                         | Yamaha YZF-R3      | 14   | +1'08.515 | 43º     |       |
| 26º  | 19 | Víctor Rodríguez       | Accolade Smrz Racing                     | Kawasaki Ninja 400 | 14   | +1'15.995 | 6º      |       |

### Ritirati
| Nº | Pilota              | Squadra                                  | Motocicletta       | Giri | Griglia |
| -- | ------------------- | ---------------------------------------- | ------------------ | ---- | ------- |
| 69 | Tom Booth-Amos      | Fusport - Rt Motorsports by SKM Kawasaki | Kawasaki Ninja 400 | 13   | 5º      |
| 64 | Hugo De Cancellis   | Prodina Team                             | Kawasaki Ninja 400 | 13   | 9º      |
| 61 | Yuta Okaya          | MTM Kawasaki                             | Kawasaki Ninja 400 | 11   | 7º      |
| 83 | Meikon Kawakami     | AD78 Team Brasil by MS Racing            | Yamaha YZF-R3      | 10   | 12º     |
| 58 | Iñigo Iglesias      | SMW Racing                               | Kawasaki Ninja 400 | 8    | 19º     |
| 77 | Ruben Bijman        | Machado Came                             | Yamaha YZF-R3      | 7    | 24º     |
| 97 | Filippo Palazzi     | ProGP Racing                             | Yamaha YZF-R3      | 6    | 33º     |
| 8  | Bruno Ieraci        | Machado Came                             | Yamaha YZF-R3      | 4    | 18º     |
| 80 | Gabriele Mastroluca | ProGP Racing                             | Yamaha YZF-R3      | 4    | 14º     |
| 11 | Ana Carrasco        | Kawasaki Provec                          | Kawasaki Ninja 400 | 3    | 13º     |
| 73 | José Pérez González | Accolade Smrz Racing                     | Kawasaki Ninja 400 | 3    | 32º     |
| 23 | Sylvain Markarian   | Leader Team Flembbo                      | Kawasaki Ninja 400 | 3    | 34º     |
| 21 | Vicente Pérez       | Machado Came                             | Yamaha YZF-R3      | 3    | 23º     |
| 48 | Thomas Brianti      | Prodina Team                             | Kawasaki Ninja 400 | 2    | 21º     |
| 53 | Petr Svoboda        | WRP Wepol Racing                         | Yamaha YZF-R3      | 1    | 25º     |
| 26 | Mirko Gennai        | Brcorse                                  | Yamaha YZF-R3      | 1    | 16º     |
| 44 | Christian Stange    | 2R Racing                                | Kawasaki Ninja 400 | 0    | 26º     |

## Supersport 300 gara 2

### Arrivati al traguardo
| Pos. | Nº | Pilota                 | Squadra                                  | Motocicletta       | Giri | Tempo     | Griglia | Punti |
| ---- | -- | ---------------------- | ---------------------------------------- | ------------------ | ---- | --------- | ------- | ----- |
| 1º   | 69 | Tom Booth-Amos         | Fusport - Rt Motorsports by SKM Kawasaki | Kawasaki Ninja 400 | 14   | 25'52.145 | 14º     | 25    |
| 2º   | 64 | Hugo De Cancellis      | Prodina Team                             | Kawasaki Ninja 400 | 14   | +0.513    | 5º      | 20    |
| 3º   | 46 | Samuel Di Sora         | Leader Team Flembbo                      | Kawasaki Ninja 400 | 14   | +0.545    | 8º      | 16    |
| 4º   | 1  | Jeffrey Buis           | MTM Kawasaki                             | Kawasaki Ninja 400 | 14   | +0.547    | 2º      | 13    |
| 5º   | 99 | Adrián Huertas         | MTM Kawasaki                             | Kawasaki Ninja 400 | 14   | +0.550    | 12º     | 11    |
| 6º   | 61 | Yuta Okaya             | MTM Kawasaki                             | Kawasaki Ninja 400 | 14   | +0.557    | 4º      | 10    |
| 7º   | 26 | Mirko Gennai           | Brcorse                                  | Yamaha YZF-R3      | 14   | +0.572    | 9º      | 9     |
| 8º   | 72 | Victor Steeman         | Freudenberg KTM                          | KTM RC 390 R       | 14   | +0.862    | 1º      | 8     |
| 9º   | 17 | Koen Meuffels          | MTM Kawasaki                             | Kawasaki Ninja 400 | 14   | +0.863    | 20º     | 7     |
| 10º  | 83 | Meikon Kawakami        | AD78 Team Brasil by MS Racing            | Yamaha YZF-R3      | 14   | +1.015    | 6º      | 6     |
| 11º  | 20 | Dorren Loureiro        | Fusport - Rt Motorsports by SKM Kawasaki | Kawasaki Ninja 400 | 14   | +1.185    | 10º     | 5     |
| 12º  | 80 | Gabriele Mastroluca    | ProGP Racing                             | Yamaha YZF-R3      | 14   | +1.270    | 23º     | 4     |
| 13º  | 53 | Petr Svoboda           | WRP Wepol Racing                         | Yamaha YZF-R3      | 14   | +1.430    | 22º     | 3     |
| 14º  | 87 | Eliton Gohara Kawakami | AD78 Team Brasil by MS Racing            | Yamaha YZF-R3      | 14   | +1.667    | 3º      | 2     |
| 15º  | 11 | Ana Carrasco           | Kawasaki Provec                          | Kawasaki Ninja 400 | 14   | +1.695    | 7º      | 1     |
| 16º  | 2  | Alejandro Carrión      | Kawasaki GP Project                      | Kawasaki Ninja 400 | 14   | +2.031    | 13º     |       |
| 17º  | 19 | Víctor Rodríguez       | Accolade Smrz Racing                     | Kawasaki Ninja 400 | 14   | +2.090    | 15º     |       |
| 18º  | 7  | Johan Gimbert          | Outdo TPR Team Pedercini Racing          | Kawasaki Ninja 400 | 14   | +3.221    | 27º     |       |
| 19º  | 85 | Kevin Sabatucci        | Vinales Racing                           | Yamaha YZF-R3      | 14   | +3.323    | 18º     |       |
| 20º  | 58 | Iñigo Iglesias         | SMW Racing                               | Kawasaki Ninja 400 | 14   | +3.421    | 11º     |       |
| 21º  | 48 | Thomas Brianti         | Prodina Team                             | Kawasaki Ninja 400 | 14   | +3.610    | 16º     |       |
| 22º  | 59 | Alessandro Zanca       | Kawasaki GP Project                      | Kawasaki Ninja 400 | 14   | +7.976    | 26º     |       |
| 23º  | 52 | Oliver König           | Movisio by MIE                           | Kawasaki Ninja 400 | 14   | +8.034    | 38º     |       |
| 24º  | 23 | Sylvain Markarian      | Leader Team Flembbo                      | Kawasaki Ninja 400 | 14   | +21.946   | 42º     |       |
| 25º  | 10 | Unai Orradre           | Yamaha MS Racing                         | Yamaha YZF-R3      | 14   | +22.002   | 19º     |       |
| 26º  | 5  | Twan Smits             | Vinales Racing                           | Yamaha YZF-R3      | 14   | +22.109   | 35º     |       |
| 27º  | 93 | Marco Gaggi            | Biblion Yamaha Motoxracing               | Yamaha YZF-R3      | 14   | +22.628   | 32º     |       |
| 28º  | 4  | Sven Doornenbal        | Molenaar Racing                          | KTM RC 390 R       | 14   | +22.944   | 34º     |       |
| 29º  | 81 | Thom Molenaar          | Molenaar Racing                          | KTM RC 390 R       | 14   | +23.837   | 31º     |       |
| 30º  | 97 | Filippo Palazzi        | ProGP Racing                             | Yamaha YZF-R3      | 14   | +23.887   | 30º     |       |
| 31º  | 43 | Harry Khouri           | Fusport - Rt Motorsports by SKM Kawasaki | Kawasaki Ninja 400 | 14   | +27.626   | 28º     |       |
| 32º  | 54 | Bahattin Sofuoğlu      | Biblion Yamaha Motoxracing               | Yamaha YZF-R3      | 14   | +46.455   | 17º     |       |
| 33º  | 18 | Indy Offer             | SMW Racing                               | Kawasaki Ninja 400 | 14   | +50.405   | 39º     |       |
| 34º  | 22 | Joel Romero            | SMW Racing                               | Kawasaki Ninja 400 | 14   | +50.455   | 40º     |       |
| 35º  | 14 | James McManus          | Team#109 Kawasaki                        | Kawasaki Ninja 400 | 14   | +53.554   | 36º     |       |
| 36º  | 70 | Miguel Duarte          | Yamaha MS Racing                         | Yamaha YZF-R3      | 14   | +1'02.972 | 41º     |       |
| 37º  | 55 | Antonio Frappola       | Chiodo Moto Racing                       | Kawasaki Ninja 400 | 14   | +1'06.286 | 37º     |       |

### Ritirati
| Nº | Pilota              | Squadra              | Motocicletta       | Giri | Griglia |
| -- | ------------------- | -------------------- | ------------------ | ---- | ------- |
| 73 | José Pérez González | Accolade Smrz Racing | Kawasaki Ninja 400 | 6    | 29º     |
| 15 | Alfonso Coppola     | Team Trasimeno       | Yamaha YZF-R3      | 6    | 25º     |
| 44 | Christian Stange    | 2R Racing            | Kawasaki Ninja 400 | 3    | 24º     |
| 21 | Vicente Pérez       | Machado Came         | Yamaha YZF-R3      | 3    | 21º     |
| 77 | Ruben Bijman        | Machado Came         | Yamaha YZF-R3      | 1    | 33º     |